# إميلي راتاجكوسكي
إميلي أوهارا راتاجكوسكي (بالإنجليزية: Emily Ratajkowski) (مواليد 7 يونيو 1991) عارضة أزياء وممثلة أمريكية، برزت في عام 2013 بعد ظهورها في الفيديو الموسيقي "Blurred Lines" الخاصة بالمغني روبن ثيكي ، والتي أصبحت الأغنية رقم واحد لهذا العام في العديد من البلدان

## أعمالها

### أفلام
- الزوجة المفقودة (2014) - اندي فتزيغلاد.
- نحن أصدقاؤك (2015) - صوفي.

### مسلسلات
- آي كارلي (2009) - تاشا.
- سهل (2016) - ايلسون ليزوساوا.

## روابط خارجية
- الموقع الرسمي
- إميلي راتاجكوسكي على موقع IMDb (الإنجليزية)
- إميلي راتاجكوسكي على موقع ميتاكريتيك (الإنجليزية)
- إميلي راتاجكوسكي على موقع روتن توميتوز (الإنجليزية)
- إميلي راتاجكوسكي على موقع قاعدة بيانات الأفلام العربية
- إميلي راتاجكوسكي على موقع ألو سيني (الفرنسية)
- إميلي راتاجكوسكي على موقع تيرنر كلاسيك موفيز (الإنجليزية)
- إميلي راتاجكوسكي على موقع أول موفي (الإنجليزية)
- إميلي راتاجكوسكي على موقع بوكس أوفيس موجو (الإنجليزية)
- إميلي راتاجكوسكي على موقع قاعدة بيانات الفيلم (الإنجليزية)
- إميلي راتاجكوسكي على موقع ليتربوكسد (الإنجليزية)
- إميلي راتاجكوسكي في موديلز.كوم